# Голубь (канонерская лодка)
«Голубь», с 1918 года «Бео» (нем. Beo), с 1920 года «Уусимаа» (фин. Uusimaa) — канонерская лодка (первоначально сторожевой корабль класса «Голубь»), состоявшая на вооружении ВМС трёх стран: России, Германии и Финляндии.

## История

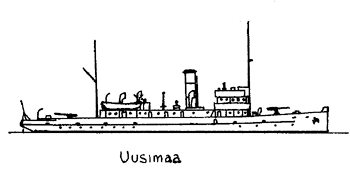
Канонерская лодка «Уусимаа»

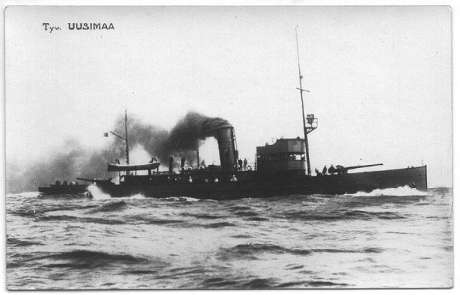
Канонерская лодка «Уусимаа»

Была построена в 1917 году для Императорского флота России под именем «Голубь».
В 1918 году была захвачена немцами и была переименована в «Бео».
После Гражданской войны в России была продана финнам, которые переименовали её в «Уусимаа» и ввели в состав своих ВМС. В ходе межвоенного периода орудия на корабле были улучшены: вместо старых пулемётов установлены пушки «Бофорс» и «Мадсен». Во время участия Финляндии во Второй мировой войне 102-мм орудия Обуховского завода заменены на 105/45 немецкие универсальные орудия SK C/32.
Участвовала в войне против СССР. Участвовала 26.07.1941 в обороне маяка на о. Бенгштер от советского десанта, в ходе боя потопила катер ПК-238 (командир лейтенанта В. И. Беляев). В ходе летних боев 1944 года канонерская лодка была сильно повреждена.
После капитуляции Финдляндии в октябре 1944 года участвовала в боях в Ботническом заливе уже против немецких сил в Тармо.
После войны была переклассифицирована в тральщик. В 1953 году была продана за границу и разобрана на металл.